# Lophojoppa leprieurii
Lophojoppa leprieurii là một loài tò vò trong họ Ichneumonidae.